# Бильбичан
Бильбичан — река в России, протекает по Эльбрусскому району Кабардино-Балкарской Республики. Длина реки составляет 5,3 км, площадь водосборного бассейна — 8,5 км².
Начинается западнее горы Бильбичан. Затем река течёт в общем северном направлении. Сливаясь с Башколом, образует реку Тызыл.

## Данные водного реестра
По данным государственного водного реестра России относится к Западно-Каспийскому бассейновому округу, водохозяйственный участок реки — Баксан, без реки Черек. Речной бассейн реки — реки бассейна Каспийского моря междуречья Терека и Волги.
Код объекта в государственном водном реестре — 07020000712108200004659.